# Danielle Steel
Danielle Fernande Dominique Schuelein-Steel (New York, 14 agosto 1947) è una scrittrice statunitense.
È una delle maggiori scrittrici di best seller del mondo. È la quinta autrice per numero di copie vendute di tutti i tempi e la prima in assoluto fra gli autori viventi. Ha venduto 650 milioni di copie dei suoi libri, tradotti in 43 lingue e diffusi in 69 Paesi.

## Biografia
Danielle Steel iniziò a scrivere storie già da piccola e nella tarda adolescenza iniziò a scrivere anche poesie. Diplomatasi al Liceo Francese di New York (classe 1965), frequentò la New York University e andò in Europa sempre per studiare. A 19 anni completò il suo primo romanzo, ma non fu pubblicato fino al 1973.
Dal 1981 Danielle Steel entrò nella New York Times Best-Sellers List, tornandoci in seguito molte altre volte. Nel 1989 fu iscritta nel Guinness dei Primati per il maggior numero di settimane consecutive (381) in cui il suo libro era rimasto in classifica. Sebbene la critica abbia stroncato spesso i suoi romanzi, essi sono amati da milioni di donne in tutto il mondo e continuano a essere citati nella Best-Sellers List del New York Times.
Ventuno dei suoi libri sono stati adattati per la televisione; tra essi, due hanno ricevuto la nomination al Golden Globe: tra loro, "Gioielli" (titolo originale: "Jewels").
Oltre alla narrativa per adulti, Danielle Steel ha scritto "Max e Martha", una collana per giovani lettrici, composta da dieci libri illustrati che puntano ad aiutare i bambini che si trovano di fronte a reali problemi della vita (il rapporto tra fratelli, l'inserimento scolastico, la perdita di una persona cara, etc.); inoltre, Danielle Steel è autrice della Collana "Freddie", composta da quattro libri che parlano di altre situazioni della vita reale (la prima notte fuori casa, la visita dal medico, etc.). Ha anche scritto, sempre come libro rivolto all'infanzia, "Piccola Minnie a Parigi" ("Pretty Minnie in Paris").
Danielle Steel ha anche scritto due opere non di narrativa: "Brilla una stella. La storia di mio figlio" ("His Bright Light") che tratta la vita e la morte di suo figlio Nicholas Traina, a cui era stato diagnosticato il disturbo bipolare e che per questo si suicidò nel 1997, e "Having a Baby".
Ha scritto, inoltre, un libro di poesie intitolato "Love: Poems".
Nel 2002, Danielle Steel è stata premiata dal Governo francese come Cavaliere dell'Ordine delle Arti e della Letteratura, per il suo contributo alla cultura nel mondo.
Madre di nove figli (Beatrix, Nick [deceduto], Trevor, Todd, Samatha, Victoria, Vanessa, Maxx e Zara), Danielle Steel ha dedicato a loro alcuni dei suoi romanzi. È stata sposata cinque volte ed è attualmente single. I suoi mariti sono stati: Claude-Eric Lazard, Danny Zugelder, William Toth, John Traina e Tom Perkins.
In aggiunta alla scrittura, Danielle Steel ha fondato e tuttora gestisce due fondazioni. La "Nick Traina Foundation", dedicata al figlio deceduto, finanzia le organizzazioni dedicate alla cura delle malattie mentali e contro l'abuso dei bambini. Ritenendo che Nick sarebbe potuto sopravvivere convivendo con la sua malattia (disturbo bipolare), Danielle Steel combatte instancabilmente per aumentare la sensibilità verso le malattie mentali. A partire dalla pressione sui legislatori per organizzare una raccolta di fondi annuale a San Francisco, Danielle Steel è diventata la portavoce dei molti che combattono contro queste malattie.
Nel 2003 Danielle Steel aprì una Galleria d'Arte a San Francisco, in cui vive, per esibire i quadri e le sculture di artisti emergenti. Lei conserva anche la residenza francese in cui risiede per parecchi mesi all'anno. Malgrado la sua immagine pubblica e le varie attività, Danielle Steel è conosciuta per la sua timidezza, per le rare interviste concesse e per le poche apparizioni in pubblico. Di religione Cristiana Scientista, ha origini tedesche, ebraiche e portoghesi.

## Importanti successi
Secondo una statistica risalente al 2005, le copie vendute avevano raggiunto, fino ad allora, la cifra record di 530 milioni, rimanendo per 390 settimane consecutive nella New York Times Best-Seller List.

## Opere

### Libri per adulti

#### Romanzi
1. Due mondi due amori (Going Home, 1973)
2. Promessa d'amore (Passion's Promise, 1977)
3. Ora e per sempre (Now and Forever, 1978)
4. La promessa (The Promise, 1978)
5. Stagione di passione (Season of Passion, 1979)
6. Fine dell'estate (Summer's End, 1979)
7. L'anello (The Ring, 1980)
8. Palomino (Palomino, 1981)
9. Amare ancora (To Love Again, 1981)
10. Un amore così raro (Remembrance, 1981)
11. Amarsi (Loving, 1981)
12. Una volta nella vita (Once in a Lifetime, 1982)
13. Incontri (Crossings, 1982)
14. Una perfetta sconosciuta (A Perfect Stranger, 1983)
15. La tenuta (Thurston House, 1983)
16. Svolte (Changes, 1983)
17. Il cerchio della vita (Full Circle, 1984)
18. Ritratto di famiglia (Family Album, 1985)
19. Menzogne (Secrets, 1985)
20. Giramondo (Wanderlust, 1986)
21. Cose belle (Fine Things, 1987)
22. Il caleidoscopio (Kaleidoscope, 1987)
23. Zoya (Zoya, 1988)
24. Star (Star, 1989)
25. Daddy Babbo (Daddy, 1989)
26. Messaggio dal Vietnam (Message from Nam, 1990)
27. Batte il cuore (Heartbeat, 1991)
28. Nessun amore più grande (No Greater Love, 1991)
29. Gioielli (Jewels, 1992)
30. Le sorprese del destino (Mixed Blessings, 1992)
31. Scomparso (Vanished, 1993)
32. Scontro fatale (Accident, 1994)
33. Il regalo (The Gift, 1994)
34. Cielo aperto (Wings, 1994)
35. Fulmini (Lightning, 1995)
36. Cinque giorni a Parigi (Five Days in Paris, 1995)
37. Perfidia (Malice, 1996)
38. Silenzio e onore (Silent Honor, 1996)
39. Il ranch (The Ranch, 1997)
40. Un dono speciale (Special Delivery, 1997)
41. Il fantasma (The Ghost, 1997)
42. La lunga strada verso casa (The Long Road Home, 1998)
43. Un uomo quasi perfetto (The Klone and I, 1998)
44. Immagine allo specchio (Mirror Image, 1998)
45. Dolceamaro (Bittersweet, 1999)
46. Granny Dan. La ballerina dello Zar (Granny Dan, 1999)
47. Forze irresistibili (Irresistible Forces, 1999)
48. Le nozze (The Wedding, 2000)
49. La casa di Hope Street (The House On Hope Street, 2000)
50. Il viaggio (Journey, 2000)
51. Aquila solitaria (Lone Eagle, 2001)
52. Atto di fede (Leap Of Faith, 2001)
53. Il bacio (The Kiss, 2001)
54. Il cottage (The Cottage, 2002)
55. Tramonto a Saint-Tropez (Sunset in St. Tropez, 2002)
56. Una preghiera esaudita (Answered Prayers, 2002)
57. Appuntamento al buio (Dating Game, 2003)
58. Un angelo che torna (Johnny Angel, 2003)
59. Un porto sicuro (Safe Harbour, 2003)
60. Ransom (2004)
61. Una volta ancora (Second Chance, 2004)
62. Echoes (2004)
63. Impossible (2005)
64. Il miracolo (Miracle, 2005)
65. Toxic Bachelors (2005)
66. La casa (The House, 2006)
67. Una notte da ricordare (Coming Out, 2006)
68. Sua Altezza Reale (H.R.H., 2006)
69. Sorelle (Sisters, 2007)
70. Bungalow 2 (2007)
71. Una grazia infinita (Amazing Grace, 2007)
72. Ricominciare (Honor Thyself, 2008)
73. Irresistibile (Rogue, 2008)
74. Una donna libera (A Good Woman, 2008)
75. Un giorno per volta (One Day at a Time, 2009)
76. Gli inganni del cuore (Matters of the Heart, 2009)
77. Le luci del Sud (Southern Lights, 2009)
78. Una ragazza grande (Big Girl, 2010)
79. Legami di famiglia (Family Ties, 2010)
80. Legacy (2010)
81. 44 Charles Street (44 Charles Street, 2011)
82. Happy Birthday (Happy Birthday, 2011)
83. Hotel Vendôme (Hotel Vendome, 2011)
84. Tradita (Betrayal, 2012)
85. Friends Forever (2012)
86. I peccati di una madre (The Sins of the Mother, 2012)
87. Fino alla fine dei giorni (Until the End of Time, 2013)
88. Al primo sguardo (First Sight, 2013)
89. Winners (2013)
90. Gioco di potere (Power Play, 2014)
91. Una vita perfetta (A Perfect Life, 2014)
92. Pegaso. Le ali del destino (Pegasus, 2014)
93. Prodigal Son (2015)
94. Ogni istante di felicità (Country, 2015)
95. Undercover (2015)
96. Doni preziosi (Precious Gifts, 2015)
97. Blue (2016)
98. L'eredità segreta (Property of a Noblewoman, 2016)
99. L'appartamento (The Apartment, 2016)
100. Una magia a Parigi (Magic, 2016)
101. Rushing Waters (2016)
102. The Award (2016)
103. L'amante (The Mistress, 2017)
104. Dangerous Games (2017)
105. Oltre ogni ostacolo (Against All Odds, 2017)
106. La duchessa (The Duchess, 2017)
107. Il momento giusto (The Right Time, 2017)
108. Come una favola (Fairytale, 2017)
109. Un passato perfetto (Past Perfect, 2017)
110. Più forte di prima (Fall from Grace, 2018)
111. Accidental Heroes (2018)
112. Lo spettacolo (The Cast, 2018)
113. The Good Fight (2018)
114. Sulle orme di un padre (In His Father's Footsteps, 2018)
115. Beauchamp Hall (Beauchamp Hall, 2018)
116. Turning Point (2019)
117. Una notte silenziosa (Silent Night, 2019)
118. Una fortuna inattesa (Blessing in Disguise, 2019)
119. A ogni svolta (Lost and Found, 2019)
120. The Dark Side (2019)
121. Child's Play (2019)
122. La spia (Spy, 2019)
123. Moral Compass (2020)
124. Il gioco della vita (The Numbers Game, 2020)
125. L'abito da sposa (The Wedding Dress, 2020)
126. Tesori di papà (Daddy's Girls, 2020)
127. La principessa perduta (Royal, 2020)
128. Tutto cio' che brilla (All That Glitters, 2020)
129. Vicini di casa (Neighbors, 2021)
130. La relazione (The Affair, 2021)
131. In cerca di Ashley (Finding Ashley, 2021)
132. Nove vite (Nine Lives, 2021)
133. Vite complicate (Complications, 2021)
134. Il maggiordomo (The Butler, 2021)
135. Flying Angels (2021)
136. Invisible (2022)
137. La scommessa più bella (High Stakes, 2022)
138. Beautiful (2022)
139. Suspects (2022)
140. The Challenge (2022)
141. Le note più alte (The High Notes, 2022)
142. The Whittiers (2022)
143. Without a Trace (2023)
144. Worthy Opponents (2023)
145. The Wedding Planner (2023)
146. Palazzo (2023)
147. Happiness (Happiness, 2023)
148. Second Act (2023)
149. The Ball at Versailles (2023)
150. Upside Down (2024)
151. Non è mai troppo tardi (Never Too Late, 2024)
152. Only The Brave (2024)
153. Resurrection (2024)
154. Joy (2024)
155. Triangle (2024)
156. Trial by Fire (2024)

#### Non fiction
1. Love: Poems, 1984
2. Having a Baby, 1984 (co-autrice)
3. Brilla una stella. La storia di mio figlio (His Bright Light, ottobre 1998)
4. A Gift of Hope: Helping the Homeless, 2012
5. Pure Joy: The Dogs We Love, 2013

### Libri per ragazzi

#### Serie Max & Martha
1. Martha's New Daddy, 1989
2. Max and the Babysitter, 1989
3. Martha's Best Friend, 1989
4. Max's Daddy Goes to the Hospital, 1989
5. Max's New Baby, 1989
6. Martha's New School, 1989
7. Max Runs Away, 1990
8. Martha's New Puppy, 1990
9. Max and Grandma and Grampa Winky, 1991
10. Martha and Hilary and the Stranger, 1991

#### Serie Freddie
1. Freddie's Trip, 1992
2. Freddie's First Night Away, 1992
3. Freddie and the Doctor, 1992
4. Freddie's Accident, 1992

#### Libri illustrati
1. The Happiest Hippo in the World, 2009
2. Piccola Minnie a Parigi (Pretty Minnie in Paris, ottobre 2014)
3. Pretty Minnie in Hollywood, 2016

## Filmografia
- The Promise, regia di Gilbert Cates (1979)
- Ora e per sempre (Now and Forever), regia di Adrian Carr (1983)
- Amanti (Crossings), regia di Karen Arthur (1986)
- Kaleidoscope, regia di Jud Taylor (1990)
- Fine Things, regia di Tom Moore (1990)
- Cinque figli e un amore (Changes), regia di Charles Jarrott (1991)
- Palomino, regia di Michael Miller (1991)
- Daddy, regia di Michael Miller (1991)
- Il segreto (Secrets), regia di Peter H. Hunt (1992)
- Gioielli (Jewels), regia di Roger Young (1992)
- Un nuovo amore (Heartbeat), regia di Michael Miller (1993)
- Un amore per sempre (Star), regia di Michael Miller (1993)
- Cartoline dal Vietnam (Message from Nam), regia di Paul Wendkos (1993)
- Per una volta, il cuore (Once in a Lifetime), regia di Michael Miller (1994)
- La fiamma del desiderio (A Perfect Stranger), regia di Michael Miller (1994)
- Album di famiglia (Family Album), regia di Jack Bender (1994)
- I sentieri della vita (Vanished), regia di George Kaczender (1995)
- C'era una volta una principessa (Zoya), regia di Richard A. Colla (1995)
- Titanic - Una storia d'amore (No Greater Love), regia di Richard T. Heffron (1995)
- La gioia più grande (Mixed Blessings), regia di Bethany Rooney (1995)
- Dolci ricordi (Remembrance), regia di Bethany Rooney (1996)
- Quante volte ancora l'amore (Full Circle), regia di Bethany Rooney (1996)
- L'anello (The Ring), regia di Armand Mastroianni (1996)
- Porto sicuro (Safe Harbour), regia di Bill Corcoran (2007)